# Париж (линейный корабль, 1826)
«Париж» (до февраля 1827 года «Дербент») — парусный линейный корабль Черноморского флота Российской империи, находившийся в составе флота с 1826 по 1845 год, участник русско-турецкой войны 1828—1829 годов и Босфорской экспедиции. Во время несения службы использовался для перевозки войск, принимал участие в бомбардировках береговых укреплений и крейсерских плаваниях, а последние годы службы провёл в качестве блокшива.

## Описание корабля
Парусный линейный корабль, длина корабля составляла 58,9 метра, ширина — 15,9 метра, а осадка — 6,6 метра. Вооружение корабля по сведениям из различных источников составляли от 110 до 112 орудий, а экипаж состоял из 913 человек. Скорость корабля при ветре 5 баллов могла достигать 7,75 узлов.
Первоначально корабль был назван «Дербентом», однако в феврале 1827 года его переименовали в «Париж». Наименование было связано с событием вступления российских войск в Париж 18 (30) марта 1814 года. После переименования он стал вторым из трёх парусных линейных кораблей российского флота, носивших это имя. Также одноимённые корабли строились в 1814 и 1849 годах, оба  корабля также несли службу в составе Черноморского флота.

## История службы
Линейный корабль «Дербент» был заложен 17 (29) октября 1823 года на стапеле Николаевского адмиралтейства и после спуска на воду 23 сентября (5 октября) 1826 года вошёл в состав Черноморского флота России. Строительство вёл корабельный мастер 7 класса, а с 22 июня (4 июля) 1824 года — 6 класса И. С. Разумов. В феврале 1827 года корабль был переименован в «Париж». В кампанию того же года выходил в плавания в Чёрное море.
Принимал участие в русско-турецкой войне 1828—1829 года. 21 апреля (3 мая) 1828 года во главе эскадры под флагом вице-адмирала А. С. Грейга вышел из Севастополя к Анапе. Эскадра прибыла к Анапе 2 (14) мая, однако из-за большой осадки «Парижу» не удалось подойти близко к берегу, поэтому в бомбардировке крепости он не участвовал. После капитуляции Анапы 3 (15) июня в составе эскадры вышел в море и, не заходя в Севастополь, ушёл к Коварне, куда прибыл 13 (25) июня. 22 июля (3 августа) совместно с другими кораблями флота перешёл к Варне, а 24 июля (5 августа) корабль посетил император Николай I. 7 (19) августа находился в составе эскадры, которая маневрировала под парусами и в течение трёх часов бомбардировала крепость на ходу. С 27 августа (8 сентября) по 2 (14) октября на борту «Парижа» находился Николай I со свитой, при этом на юте корабля для наблюдения за боевыми действиями для императора был установлен телескоп. 6 (16) октября, после капитуляции Варны, русская эскадра ушла в море, и 12 (24) октября «Париж» в её составе прибыл в Севастополь.
В кампанию 1829 года корабль был укомплектован Гвардейским экипажем. C 12 (24) апреля по 19 апреля (1 мая) во главе эскадры под флагом адмирала А. С. Грейга совершил переход из Севастополя в Сизополь. После перехода, базируясь на порт Сизополя, в составе эскадр неоднократно совершал крейсерские плавания к проливу Босфор. 17 (29) октября 1829 года вместе с другими кораблями вернулся в Севастополь. В кампанию следующего 1830 года находился в составе эскадры контр-адмирала М. Н. Кумани, которая осуществляла перевозку русских войск из портов Румелии в Россию.

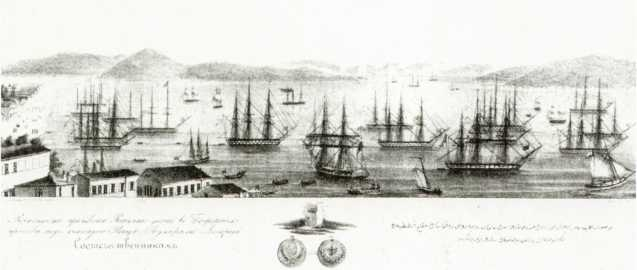
Эскадра Черноморского флота в Босфоре. Гравюра 1830-х годов

В 1833 году принимал участие в экспедиции Черноморского флота на Босфор. 24 марта (24 апреля) во главе отряда под флагом контр-адмирала И. И. Стожевского перешёл из Севастополя в Одессу, где на корабль были погружены войска. 6 (18) апреля «Париж» вышел в море и к 11 (23) апреля доставил русские войска в Буюк-Дере. 28 июня (10 июля) на корабль вновь были погружены войска и он в составе эскадры кораблей Черноморского флота покинул Босфор и, высадив войска в Феодосии, 22 июля (3 августа) вернулся в Севастополь. Во время экспедиции корабль находился в неудовлетворительном состоянии. Начальник штаба Черноморского флота М. П. Лазарев писал своему другу А. А. Шестакову, характеризуя состояние кораблей эскадры:

Небольшой ветерок, что я имел из Феодосии, доказал, что из 11 кораблей, которых Черноморский флот имел в Босфоре, годных только шесть, а остальные гнилы как в корпусе, так и в рангоуте. «Париж» совершенно гнил, и надобно удивляться, как он не развалился… «Пимен», кроме гнилостей в корпусе, имеет все мачты и бушприт гнилыми до такой степени, что чрез фок-мачту проткнули железный шомпол насквозь!! Как она держалась, удивительно… «Пантелеймон» также весь гнил, а фрегат «Штандарт» от открывшейся сильной течи… чуть не утонул. Итак, Черноморский флот ныне состоит из 6 только годных кораблей…
В кампанию 1833 года командир корабля капитан 1-го ранга Г. А. Польской был награждён орденом Святого Станислава II степени и турецкой золотой медалью.
По окончании службы в составе Черноморского флота в 1836 году линейный корабль «Париж» был переоборудован в блокшив, а в 1845 году — разобран.

## Командиры корабля
Командирами линейного корабля «Париж» в составе Российского императорского флота в разное время служили:
- капитан 1-го ранга Д. Е. Бальзам (с 1827 года по сентябрь 1828 года)[12];
- капитан 1-го ранга Н. Д. Критский (с сентября 1828 года)[13];
- капитан 2-го ранга Н. Г. Казин (1829 год)[14];
- капитан 2-го ранга, а с 6 (18) декабря 1831 года капитан 1-го ранга Г. А. Польской (1830 и 1833 годы)[15].